# Championnat d'Europe de rugby à XV des moins de 20 ans 2022
Navigation
Championnat d'Europe des moins de 20 ans 2021 Championnat d'Europe des moins de 20 ans 2023
Le championnat d'Europe de rugby à XV des moins de 20 ans 2022 réunit huit nations.
L'édition 2022 se déroule au Portugal, à Lisbonne. La compétition se déroule du dimanche 6 novembre au dimanche 13 novembre 2022.
L'Espagne est proclamée championne d'Europe face aux Pays-Bas, et représentera l'Europe au Trophée mondial 2023, à Nairobi (Kenya).

## Présentation

### Équipes en compétition
| Equipes       |
| ------------- |
| Allemagne -20 |
| Belgique -20  |
| Espagne -20   |
| Pays-Bas -20  |
| Pologne -20   |
| Portugal -20  |
| Roumanie -20  |
| Tchéquie -20  |

### Format
Les huit équipes participent à un quart de finale. La suite de la compétition se fait par élimination directe à chaque tour. Des matchs de classement ont également lieu.

## Phase finale

### Tableau principal
|  | Quarts de finale                                                          | Quarts de finale                                                          |                                                                            |                                                                            | Demi-finales                                                              | Demi-finales                                                              |    |  | Finale                                                                     | Finale                                                                     |
|  | Quarts de finale                                                          | Quarts de finale                                                          |                                                                            |                                                                            | Demi-finales                                                              | Demi-finales                                                              |    |  | Finale                                                                     | Finale                                                                     |
|  |                                                                           |                                                                           |                                                                            |                                                                            |                                                                           |                                                                           |    |  |                                                                            |                                                                            |
|  | le 6 novembre 2022 à 17h25 au Centro de Alto Rendimento do Jamor (Oeiras) | le 6 novembre 2022 à 17h25 au Centro de Alto Rendimento do Jamor (Oeiras) |                                                                            |                                                                            | le 9 novembre 2022 à 17h20 au Centro de Alto Rendimento do Jamor (Oeiras) | le 9 novembre 2022 à 17h20 au Centro de Alto Rendimento do Jamor (Oeiras) |    |  | le 13 novembre 2022 à 17h20 au Centro de Alto Rendimento do Jamor (Oeiras) | le 13 novembre 2022 à 17h20 au Centro de Alto Rendimento do Jamor (Oeiras) |
|  | le 6 novembre 2022 à 17h25 au Centro de Alto Rendimento do Jamor (Oeiras) | le 6 novembre 2022 à 17h25 au Centro de Alto Rendimento do Jamor (Oeiras) |                                                                            |                                                                            | le 9 novembre 2022 à 17h20 au Centro de Alto Rendimento do Jamor (Oeiras) | le 9 novembre 2022 à 17h20 au Centro de Alto Rendimento do Jamor (Oeiras) |    |  | le 13 novembre 2022 à 17h20 au Centro de Alto Rendimento do Jamor (Oeiras) | le 13 novembre 2022 à 17h20 au Centro de Alto Rendimento do Jamor (Oeiras) |
|  | Portugal -20                                                              | 43                                                                        |                                                                            |                                                                            | le 9 novembre 2022 à 17h20 au Centro de Alto Rendimento do Jamor (Oeiras) | le 9 novembre 2022 à 17h20 au Centro de Alto Rendimento do Jamor (Oeiras) |    |  | le 13 novembre 2022 à 17h20 au Centro de Alto Rendimento do Jamor (Oeiras) | le 13 novembre 2022 à 17h20 au Centro de Alto Rendimento do Jamor (Oeiras) |
|  | Portugal -20                                                              | 43                                                                        |                                                                            |                                                                            | le 9 novembre 2022 à 17h20 au Centro de Alto Rendimento do Jamor (Oeiras) | le 9 novembre 2022 à 17h20 au Centro de Alto Rendimento do Jamor (Oeiras) |    |  | le 13 novembre 2022 à 17h20 au Centro de Alto Rendimento do Jamor (Oeiras) | le 13 novembre 2022 à 17h20 au Centro de Alto Rendimento do Jamor (Oeiras) |
|  | Pologne -20                                                               | 10                                                                        |                                                                            |                                                                            | le 9 novembre 2022 à 17h20 au Centro de Alto Rendimento do Jamor (Oeiras) | le 9 novembre 2022 à 17h20 au Centro de Alto Rendimento do Jamor (Oeiras) |    |  | le 13 novembre 2022 à 17h20 au Centro de Alto Rendimento do Jamor (Oeiras) | le 13 novembre 2022 à 17h20 au Centro de Alto Rendimento do Jamor (Oeiras) |
|  | Pologne -20                                                               | 10                                                                        | Portugal -20                                                               | 14                                                                         |                                                                           |                                                                           |    |  | le 13 novembre 2022 à 17h20 au Centro de Alto Rendimento do Jamor (Oeiras) | le 13 novembre 2022 à 17h20 au Centro de Alto Rendimento do Jamor (Oeiras) |
|  | le 6 novembre 2022 à 10h25 au Centro de Alto Rendimento do Jamor (Oeiras) |                                                                           | Portugal -20                                                               | 14                                                                         |                                                                           |                                                                           |    |  | le 13 novembre 2022 à 17h20 au Centro de Alto Rendimento do Jamor (Oeiras) | le 13 novembre 2022 à 17h20 au Centro de Alto Rendimento do Jamor (Oeiras) |
|  |                                                                           | Pays-Bas -20                                                              | 19                                                                         |                                                                            |                                                                           |                                                                           |    |  | le 13 novembre 2022 à 17h20 au Centro de Alto Rendimento do Jamor (Oeiras) | le 13 novembre 2022 à 17h20 au Centro de Alto Rendimento do Jamor (Oeiras) |
|  | Pays-Bas -20                                                              | Pays-Bas -20                                                              | 19                                                                         | 32                                                                         |                                                                           |                                                                           |    |  | le 13 novembre 2022 à 17h20 au Centro de Alto Rendimento do Jamor (Oeiras) | le 13 novembre 2022 à 17h20 au Centro de Alto Rendimento do Jamor (Oeiras) |
|  | Pays-Bas -20                                                              |                                                                           |                                                                            | 32                                                                         |                                                                           |                                                                           |    |  | le 13 novembre 2022 à 17h20 au Centro de Alto Rendimento do Jamor (Oeiras) | le 13 novembre 2022 à 17h20 au Centro de Alto Rendimento do Jamor (Oeiras) |
|  | Allemagne -20                                                             | 0                                                                         |                                                                            |                                                                            |                                                                           |                                                                           |    |  | le 13 novembre 2022 à 17h20 au Centro de Alto Rendimento do Jamor (Oeiras) | le 13 novembre 2022 à 17h20 au Centro de Alto Rendimento do Jamor (Oeiras) |
|  | Allemagne -20                                                             | 0                                                                         | Pays-Bas -20                                                               | 6                                                                          |                                                                           |                                                                           |    |  |                                                                            |                                                                            |
|  | le 6 novembre 2022 à 14h55 au Centro de Alto Rendimento do Jamor (Oeiras) |                                                                           | Pays-Bas -20                                                               | 6                                                                          |                                                                           |                                                                           |    |  |                                                                            |                                                                            |
|  |                                                                           | Espagne -20                                                               | 13                                                                         |                                                                            |                                                                           |                                                                           |    |  |                                                                            |                                                                            |
|  | Roumanie -20                                                              | Espagne -20                                                               | 13                                                                         | 6                                                                          |                                                                           |                                                                           |    |  |                                                                            |                                                                            |
|  | Roumanie -20                                                              | le 9 novembre 2022 à 12h40 au Centro de Alto Rendimento do Jamor (Oeiras) |                                                                            | 6                                                                          |                                                                           |                                                                           |    |  |                                                                            |                                                                            |
|  | Belgique -20                                                              | 18                                                                        |                                                                            |                                                                            |                                                                           |                                                                           |    |  |                                                                            |                                                                            |
|  | Belgique -20                                                              | 18                                                                        | Belgique -20                                                               | 6                                                                          |                                                                           |                                                                           |    |  |                                                                            |                                                                            |
|  | le 6 novembre 2022 à 12h40 au Centro de Alto Rendimento do Jamor (Oeiras) | le 6 novembre 2022 à 12h40 au Centro de Alto Rendimento do Jamor (Oeiras) | Belgique -20                                                               | 6                                                                          | Match pour la 3e place                                                    | Match pour la 3e place                                                    |    |  |                                                                            |                                                                            |
|  | le 6 novembre 2022 à 12h40 au Centro de Alto Rendimento do Jamor (Oeiras) | le 6 novembre 2022 à 12h40 au Centro de Alto Rendimento do Jamor (Oeiras) |                                                                            | Espagne -20                                                                | Match pour la 3e place                                                    | Match pour la 3e place                                                    | 25 |  |                                                                            |                                                                            |
|  | Espagne -20                                                               | 51                                                                        | le 13 novembre 2022 à 12h35 au Centro de Alto Rendimento do Jamor (Oeiras) | le 13 novembre 2022 à 12h35 au Centro de Alto Rendimento do Jamor (Oeiras) |                                                                           |                                                                           | 25 |  |                                                                            |                                                                            |
|  | Espagne -20                                                               | 51                                                                        | le 13 novembre 2022 à 12h35 au Centro de Alto Rendimento do Jamor (Oeiras) | le 13 novembre 2022 à 12h35 au Centro de Alto Rendimento do Jamor (Oeiras) |                                                                           |                                                                           |    |  |                                                                            |                                                                            |
|  | Tchéquie -20                                                              | 13                                                                        |                                                                            | Portugal -20                                                               | 27                                                                        |                                                                           |    |  |                                                                            |                                                                            |
|  | Tchéquie -20                                                              | 13                                                                        |                                                                            | Portugal -20                                                               | 27                                                                        |                                                                           |    |  |                                                                            |                                                                            |
|  |                                                                           |                                                                           |                                                                            |                                                                            |                                                                           |                                                                           |    |  | Belgique -20                                                               | 22                                                                         |
|  |                                                                           |                                                                           |                                                                            |                                                                            |                                                                           |                                                                           |    |  | Belgique -20                                                               | 22                                                                         |

#### Matchs de classement
|  | Demi-finales de classement                                                 | Demi-finales de classement                                                |                        |    | Match pour la 5e place                                                     | Match pour la 5e place                                                     |
|  | Demi-finales de classement                                                 | Demi-finales de classement                                                |                        |    | Match pour la 5e place                                                     | Match pour la 5e place                                                     |
|  |                                                                            |                                                                           |                        |    |                                                                            |                                                                            |
|  | le 9 novembre 2022 à 14h50 au Centro de Alto Rendimento do Jamor (Oeiras)  | le 9 novembre 2022 à 14h50 au Centro de Alto Rendimento do Jamor (Oeiras) |                        |    | le 13 novembre 2022 à 14h50 au Centro de Alto Rendimento do Jamor (Oeiras) | le 13 novembre 2022 à 14h50 au Centro de Alto Rendimento do Jamor (Oeiras) |
|  | le 9 novembre 2022 à 14h50 au Centro de Alto Rendimento do Jamor (Oeiras)  | le 9 novembre 2022 à 14h50 au Centro de Alto Rendimento do Jamor (Oeiras) |                        |    | le 13 novembre 2022 à 14h50 au Centro de Alto Rendimento do Jamor (Oeiras) | le 13 novembre 2022 à 14h50 au Centro de Alto Rendimento do Jamor (Oeiras) |
|  | Pologne -20                                                                | 26                                                                        |                        |    | le 13 novembre 2022 à 14h50 au Centro de Alto Rendimento do Jamor (Oeiras) | le 13 novembre 2022 à 14h50 au Centro de Alto Rendimento do Jamor (Oeiras) |
|  | Pologne -20                                                                | 26                                                                        |                        |    | le 13 novembre 2022 à 14h50 au Centro de Alto Rendimento do Jamor (Oeiras) | le 13 novembre 2022 à 14h50 au Centro de Alto Rendimento do Jamor (Oeiras) |
|  | Allemagne -20                                                              | 12                                                                        |                        |    | le 13 novembre 2022 à 14h50 au Centro de Alto Rendimento do Jamor (Oeiras) | le 13 novembre 2022 à 14h50 au Centro de Alto Rendimento do Jamor (Oeiras) |
|  | Allemagne -20                                                              | 12                                                                        | Pologne -20            | 9  |                                                                            |                                                                            |
|  | le 9 novembre 2022 à 10h25 au Centro de Alto Rendimento do Jamor (Oeiras)  |                                                                           | Pologne -20            | 9  |                                                                            |                                                                            |
|  |                                                                            | Roumanie -20                                                              | 34                     |    |                                                                            |                                                                            |
|  | Roumanie -20                                                               | Roumanie -20                                                              | 34                     | 33 |                                                                            |                                                                            |
|  | Roumanie -20                                                               |                                                                           |                        | 33 |                                                                            |                                                                            |
|  | Tchéquie -20                                                               | 10                                                                        |                        |    |                                                                            |                                                                            |
|  | Tchéquie -20                                                               | 10                                                                        | Match pour la 7e place |    |                                                                            |                                                                            |
|  |                                                                            |                                                                           |                        |    |                                                                            |                                                                            |
|  | le 13 novembre 2022 à 10h20 au Centro de Alto Rendimento do Jamor (Oeiras) |                                                                           |                        |    |                                                                            |                                                                            |
|  |                                                                            |                                                                           |                        |    |                                                                            |                                                                            |
|  | Allemagne -20                                                              | 26                                                                        |                        |    |                                                                            |                                                                            |
|  | Allemagne -20                                                              | 26                                                                        |                        |    |                                                                            |                                                                            |
|  | Tchéquie -20                                                               | 17                                                                        |                        |    |                                                                            |                                                                            |
|  | Tchéquie -20                                                               | 17                                                                        |                        |    |                                                                            |                                                                            |

## Résultats détaillés

### Quarts de finale
| 6 novembre 2022 17 h 30 | Portugal -20 | 43 - 10 (19 - 3) | Pologne -20 | Centro de Alto Rendimento do Jamor (Oeiras) 200 spectateurs Arbitre : Saba Abulashvili |
| 6 novembre 2022 17 h 30 | Essai(s) : 7 Duarte Morais (8e), Bernardo Matos (28e), Manuel Salgado (40e), Simão Medeiro (45e), Henrique Batista (65e), Salvador Cunha (68e), Jose Vilar Gomes (73e) Transformation(s) : 4 Bernardo Nogueira (29e, 40e), Gonçalo Costa (69e, 74e) | Rapport          | Essai(s) : 1 Wiktor Wilczuk (76e) Transformation(s) : 1 Patryk Chain (77e) Pénalité(s) : 1 Patryk Chain (39e) Carton(s) jaune(s) : 1 Makary Madej (60e) | Centro de Alto Rendimento do Jamor (Oeiras) 200 spectateurs Arbitre : Saba Abulashvili |
| 6 novembre 2022 17 h 30 | | Rapport          | | Centro de Alto Rendimento do Jamor (Oeiras) 200 spectateurs Arbitre : Saba Abulashvili |

| 6 novembre 2022 10 h 30 | Pays-Bas -20 | 32 - 0 (20 - 3) | Allemagne -20 | Centro de Alto Rendimento do Jamor (Oeiras) 70 spectateurs Arbitre : Daniel Carson |
| 6 novembre 2022 10 h 30 | Essai(s) : 4 Bjorn Dolman (5e, 42e), Mees Voets (21e), Sam van Berkel (51e) Transformation(s) : 2 Vikas Meijer (6e, 22e) Pénalité(s) : 3 Bjorn Dolman (11e), Vikas Meijer (26e, 43e) Carton(s) jaune(s) : 1 Thymotheus Peters (27e) | Rapport         |               | Centro de Alto Rendimento do Jamor (Oeiras) 70 spectateurs Arbitre : Daniel Carson |
| 6 novembre 2022 10 h 30 | | Rapport         |               | Centro de Alto Rendimento do Jamor (Oeiras) 70 spectateurs Arbitre : Daniel Carson |

| 6 novembre 2022 15 h | Roumanie -20                                                                              | 6 - 18 (6 - 6) | Belgique -20                                                 | Centro de Alto Rendimento do Jamor (Oeiras) 75 spectateurs Arbitre : Jonathan Gasnier |
| 6 novembre 2022 15 h | Pénalité(s) : 2 Alin Conache (en) (17e, 25e) Carton(s) jaune(s) : 1 Eduard Cioroaba (60e) | Rapport        | Pénalité(s) : 6 Simeon Soenen (11e, 40e, 52e, 61e, 73e, 78e) | Centro de Alto Rendimento do Jamor (Oeiras) 75 spectateurs Arbitre : Jonathan Gasnier |
| 6 novembre 2022 15 h |                                                                                           | Rapport        |                                                              | Centro de Alto Rendimento do Jamor (Oeiras) 75 spectateurs Arbitre : Jonathan Gasnier |

| 6 novembre 2022 12 h 45 | Espagne -20 | 51 - 13 (31 - 3) | Tchéquie -20 | Centro de Alto Rendimento do Jamor (Oeiras) 50 spectateurs Arbitre : Alexandru Ionescu |
| 6 novembre 2022 12 h 45 | Essai(s) : 9 Jeremy Trevithick (10e), Cristian Moreno (14e), Pablo Torres (16e, 39e, 43e), Mario Coronado (30e, 46e), Andres Petros (50e), Jose Narvarte (60e) Transformation(s) : 3 Daniel Catanzaro (11e, 15e, 17e) | Rapport          | Essai(s) : 1 Ondrej Bejcek (63e) Pénalité(s) : 3 Samuel Dupuy (18e), Adam Mrtynek (55e, 64e) Carton(s) jaune(s) : 1 Adam Koblic (39e) | Centro de Alto Rendimento do Jamor (Oeiras) 50 spectateurs Arbitre : Alexandru Ionescu |
| 6 novembre 2022 12 h 45 | | Rapport          | | Centro de Alto Rendimento do Jamor (Oeiras) 50 spectateurs Arbitre : Alexandru Ionescu |

### Demi-finales de classement
| 9 novembre 2022 15 h | Pologne -20 | 26 - 12 (10 - 7) | Allemagne -20 | Centro de Alto Rendimento do Jamor (Oeiras) 25 spectateurs Arbitre : Franco Rosella |
| 9 novembre 2022 15 h | Essai(s) : 2 Lukasz Kornec (15e), Mateusz Kolas (44e) Transformation(s) : 2 Arsenii Pastukhov (16e, 45e) Pénalité(s) : 3 Arsenii Pastukhov (27e, 41e, 67e) Drop(s) : 1 Kacper Wrobel (74e) | Rapport          | Essai(s) : 2 Tim Frauenfeld (23e), Anton Troch (63e) Transformation(s) : 1 Niklas Bechtel (24e) Carton(s) jaune(s) : 1 Cosmos Zymvragos (39e) Carton(s) rouge(s) : 1 Cosmos Zymvragos (75e) | Centro de Alto Rendimento do Jamor (Oeiras) 25 spectateurs Arbitre : Franco Rosella |
| 9 novembre 2022 15 h | | Rapport          | | Centro de Alto Rendimento do Jamor (Oeiras) 25 spectateurs Arbitre : Franco Rosella |

| 9 novembre 2022 10 h 30 | Roumanie -20 | 33 - 10 (21 - 0) | Tchéquie -20 | Centro de Alto Rendimento do Jamor (Oeiras) 50 spectateurs Arbitre : Jonathan Gasnier |
| 9 novembre 2022 10 h 30 | Essai(s) : 5 Iulian Melinte (5e), Mihai Graure (24e, 53e), Traian Nitu (40e, 72e) Transformation(s) : 4 Alin Conache (en) (6e, 25e, 40e, 54e) | Rapport          | Essai(s) : 1 Vladan Divis (64e) Transformation(s) : 1 Samuel Dupuy (65e) Pénalité(s) : 1 Samuel Dupuy (50e) Carton(s) jaune(s) : 1 Dominik Svoboda (38e) | Centro de Alto Rendimento do Jamor (Oeiras) 50 spectateurs Arbitre : Jonathan Gasnier |
| 9 novembre 2022 10 h 30 | | Rapport          | | Centro de Alto Rendimento do Jamor (Oeiras) 50 spectateurs Arbitre : Jonathan Gasnier |

### Demi-finales
| 9 novembre 2022 17 h 30 | Portugal -20 | 14 - 19 (0 - 8) | Pays-Bas -20 | Centro de Alto Rendimento do Jamor (Oeiras) 300 spectateurs Arbitre : Daniel Carson |
| 9 novembre 2022 17 h 30 | Essai(s) : 2 Afonso Tapadinhas (58e), Jose Ferreira (72e) Transformation(s) : 2 Bernardo Nogueira (59e, 73e) Carton(s) jaune(s) : 1 Gonçalo Costa (51e) | Rapport         | Essai(s) : 2 Sam van Berkel (2e, 54e) Pénalité(s) : 3 Vikas Meijer (12e, 45e, 62e) Carton(s) jaune(s) : 1 Bas van Groenigen (80e) | Centro de Alto Rendimento do Jamor (Oeiras) 300 spectateurs Arbitre : Daniel Carson |
| 9 novembre 2022 17 h 30 | | Rapport         | | Centro de Alto Rendimento do Jamor (Oeiras) 300 spectateurs Arbitre : Daniel Carson |

| 9 novembre 2022 12 h 45 | Belgique -20                                                                      | 6 - 25 (3 - 10) | Espagne -20 | Centro de Alto Rendimento do Jamor (Oeiras) 50 spectateurs Arbitre : Saba Abulashvili |
| 9 novembre 2022 12 h 45 | Pénalité(s) : 2 Simeon Soenen (23e, 45e) Carton(s) jaune(s) : 1 Tim Seghers (67e) | Rapport         | Essai(s) : 3 Alvaro Vilchez (4e), Pablo Perez (42e), Victor Gavin (77e) Transformation(s) : 2 Beau Peart (5e, 43e) Pénalité(s) : 2 Beau Peart (40e), Joan Terol (70e) | Centro de Alto Rendimento do Jamor (Oeiras) 50 spectateurs Arbitre : Saba Abulashvili |
| 9 novembre 2022 12 h 45 |                                                                                   | Rapport         | | Centro de Alto Rendimento do Jamor (Oeiras) 50 spectateurs Arbitre : Saba Abulashvili |

### Finales

#### 7eplace
| 13 novembre 2022 10 h 30 | Allemagne -20 | 26 - 17 (6 - 14) | Tchéquie -20 | Centro de Alto Rendimento do Jamor (Oeiras) 50 spectateurs Arbitre : Alexandru Ionescu |
| 13 novembre 2022 10 h 30 | Essai(s) : 2 Edward Shekete (49e), Finn Dieckmann (55e) Transformation(s) : 1 Niklas Bechtel (49e) Pénalité(s) : 5 Niklas Bechtel (6e, 28e, 56e, 66e, 69e) | Rapport          | Essai(s) : 2 Ondrej Bejcek (22e), Adam Koblic (40e) Transformation(s) : 2 Samuel Dupuy (23e, 40e) Pénalité(s) : 1 Samuel Dupuy (42e) | Centro de Alto Rendimento do Jamor (Oeiras) 50 spectateurs Arbitre : Alexandru Ionescu |
| 13 novembre 2022 10 h 30 | | Rapport          | | Centro de Alto Rendimento do Jamor (Oeiras) 50 spectateurs Arbitre : Alexandru Ionescu |

#### 5eplace
| 13 novembre 2022 15 h | Pologne -20 | 9 - 34 (9 - 12) | Roumanie -20 | Centro de Alto Rendimento do Jamor (Oeiras) 35 spectateurs Arbitre : Saba Abulashvili |
| 13 novembre 2022 15 h | Pénalité(s) : 2 Arsenii Pastukhov (20e, 35e) Drop(s) : 1 Mateusz Kolas (13e) Carton(s) jaune(s) : 1 Andrii Matsiuk (45e) | Rapport         | Essai(s) : 5 Alexandru Muresan (15e), Stefan Nedelcu (18e, 80e), Mihai Graure (48e), Alin Conache (en) (71e) Transformation(s) : 3 Alin Conache (16e, 48e), Ioan Nichitean (80e) Pénalité(s) : 1 Alin Conache (64e) Carton(s) jaune(s) : 2 Iulian Macovei (34e), Joseph Agbo (78e) | Centro de Alto Rendimento do Jamor (Oeiras) 35 spectateurs Arbitre : Saba Abulashvili |
| 13 novembre 2022 15 h | | Rapport         | | Centro de Alto Rendimento do Jamor (Oeiras) 35 spectateurs Arbitre : Saba Abulashvili |

#### 3eplace
| 13 novembre 2022 12 h 45 | Portugal -20 | 27 - 22 (7 - 7) | Belgique -20 | Centro de Alto Rendimento do Jamor (Oeiras) 200 spectateurs Arbitre : Franco Rosella |
| 13 novembre 2022 12 h 45 | Essai(s) : 3 Bernardo Matos (40e), Simão Medeiro (58e), Afonso Tapadinhas (64e) Transformation(s) : 3 Bernardo Nogueira (40e), Antonio Campos (59e, 65e) Pénalité(s) : 2 Antonio Campos (52e, 78e) Carton(s) jaune(s) : 3 Jose Ferreira (38e), Gonçalo Costa (48e), Antonio Maltez (72e) | Rapport         | Essai(s) : 3 Nestor Jeandrain (22e), Maxence Nicolas (67e), Loïc Marenne (75e) Transformation(s) : 2 Simeon Soenen (23e, 68e) Pénalité(s) : 1 Simeon Soenen (80e) Carton(s) jaune(s) : 1 Theo Adaba (72e) | Centro de Alto Rendimento do Jamor (Oeiras) 200 spectateurs Arbitre : Franco Rosella |
| 13 novembre 2022 12 h 45 | | Rapport         | | Centro de Alto Rendimento do Jamor (Oeiras) 200 spectateurs Arbitre : Franco Rosella |

#### Finale
| 13 novembre 2022 17 h 30 | Pays-Bas -20                            | 6 - 13 (3 - 10) | Espagne -20 | Centro de Alto Rendimento do Jamor (Oeiras) 250 spectateurs Arbitre : Jonathan Gasnier |
| 13 novembre 2022 17 h 30 | Pénalité(s) : 2 Vikas Meijer (32e, 61e) | Rapport         | Essai(s) : 1 Hector Matamoros (11e) Transformation(s) : 1 Joan Terrol (12e) Pénalité(s) : 2 Joan Terrol (26e, 54e) Carton(s) jaune(s) : 1 Pablo Perez (32e) | Centro de Alto Rendimento do Jamor (Oeiras) 250 spectateurs Arbitre : Jonathan Gasnier |
| 13 novembre 2022 17 h 30 |                                         | Rapport         | | Centro de Alto Rendimento do Jamor (Oeiras) 250 spectateurs Arbitre : Jonathan Gasnier |

| Titulaires Sem Verplancke 15 Daniel Leers 14 Mees Voets 13 Melle Haanstra 12 Bjorn Dolman 11 Vikas Meijer 10 Max van Hilst 9 Tim de Jong 8 Sam van Berkel 7 Joris Smits 6 Dirk Bruil 5 Teun Karst 4 Thymotheus Peters 3 Mat Visser 2 Ben Campbell 1 Remplaçants Odin Ruijgrok 16 Renzo Spakman 17 Hendrikus Hoos 18 Olivier van Esch 19 Maik Timmerman 20 Berend de Graaf 21 Milan van Dongen 22 Jackshon Hay 23 Max Raaphorst 24 Joris Menkveld 25 Bas van Groeningen 26 |  | Titulaires · 15 Jeremy Trevithick · 14 Victor Gavin · 13 Joaquín Gali · 12 Pablo Torres · 11 Juan Fonseca · 10 Joan Terrol · 9 Pablo Perez · 8 Maxim Ermakov · 7 Alvaro Rodriguez · 6 José Ramón Borraz · 5 Ignacio Piñeiro · 4 Hector Matamoros · 3 Enrique Cuadrado · 2 Álvaro García · 1 Andres Petros · Remplaçants · 16 Juan Carlos Sanchez · 17 Cristian Moreno · 18 Jacobo Ruiz · 19 Jaime Borondo · 20 Agustin Agnelet · 21 Alvaro Vilchez · 22 Beau Peart · 23 Daniel Catanzaro · 24 Mario Coronado · 25 Jose Narvarte · 26 Daniel Sacristan · |